# Spookies – Die Killermonster
Spookies – Die Killermonster ist ein Low-Budget-Horrorfilm aus dem Jahr 1986. Regie führten Genie Joseph (als Eugenie Joseph), Brendan Faulkner und Thoman Doran. Er lief im März 1986 beim International Festival Of Science Fiction And Fantasy Film und gewann einen Delirium Award in der Kategorie Bester Film. Im Mai desselben Jahres lief er beim Cannes Film Festival. Von der FSK wurde er ab 18 Jahren freigeben, kurz danach wurde der Film von der Bundesprüfstelle für jugendgefährdende Schriften (heute: Bundesprüfstelle für jugendgefährdende Medien) indiziert. Die Indizierung wurde Ende 2012 aufgehoben.
Die Kinoeinnahmen betrugen 17.785 USD. Laut Frank M. Farel nahm der Film 2 bis 3 Millionen USD durch die Veröffentlichung auf Video ein. Die Gesamtkosten für den Film betrugen laut Genie Joseph 500.000 USD.
Zwischen 1988 und 1991 wurde der Film mehrfach in der Serie USA Up All Night des amerikanischen Kabelsenders USA Network gezeigt.

## Handlung
Billy, ein 13-jähriger Junge, ist von zuhause weggelaufen, weil seine Eltern seinen Geburtstag vergessen haben. Er trifft auf einen Herumtreiber, spricht kurz mit ihm und zieht weiter. Der Herumtreiber wird von einem Dämon (Kreons Diener) ermordet.
Billy findet ein altes Haus, das neben einem Friedhof liegt. Da er es für verlassen hält, geht er hinein. Ein Raum ist festlich dekoriert – Billy denkt, dass seine Eltern eine Überraschungsfeier für ihn veranstalten. Er öffnet ein Geburtstagsgeschenk, in dem er eine Bowlingkugel vermutet. Darin befindet sich jedoch ein lebender, abgeschlagener Kopf. Billy flüchtet aus dem Haus und wird von Kreons Diener verfolgt, er attackiert und verletzt Billy schwer. Kreons Diener wirft Billy in ein frisch ausgehobenes Grab und begräbt ihn bei lebendigem Leibe.
Währenddessen fährt eine Gruppe junger Leute ziellos umher und findet dabei das verlassene Haus. Sie gehen hinein und machen kurz darauf Party. Das Haus ist jedoch nicht verlassen: Ein Magier namens Kreon lebt mit seinem Diener und seinen jungen Sohn Korda hier. Kreon wacht seit einer Ewigkeit über seine Frau, die sich in einem totes ähnlichen Zustand befindet. Durch Magie möchte Kreon sie wiedererwecken, dafür benötigt er die Lebensenergie von Menschen. Er bemächtigt sich einer der Mädchen aus der Gruppe und beschwört mit der Hilfe eines speziellen Ouija-Brettes Dämonen – nach und nach werden die jungen Leute von den Dämonen getötet.
In der Zwischenzeit erwacht Kreons Frau, ermordet weniger später Kreon und flieht. Sie kann einer Horde Zombies nur knapp entkommen, trifft auf einen Mann und kann mit ihm in seinem Auto entkommen. Bei dem Mann handelt es sich jedoch um Kreons Diener, der sich wenig später als solcher zu erkennen gibt. Kreon ist nicht tot, steigt lachend aus seinem Grab und der Film endet.

## Produktion
Als die Freunde Brendan Faulkner und Thomas Doran eine Demo-aufnahme für ihr Filmprojekt Hellspawn machten, trafen sie den britischen Filmverleiher Michael Lee. Dieser war bereit einen Horror-Film zu finanzieren. Nachdem die beiden ein Skript in 2 Wochen fertig gestellt hatten, finanzierte Lee das Filmprojekt, dass den Arbeitstitel Twisted Souls erhielt.
Die Dreharbeiten waren von Mitte August 1984 bis Ende September 1984. Drehort war das The Jay Estate in New York Rye. Die Filmcrew lebte während der Dreharbeiten am Filmset im Kutschenhaus.
Von Anfang an gab es Schwierigkeiten. Die Filmcrew war unterbesetzt, die Umsetzung der Effekte dauerte länger als erwartet. Ein Ereignis überschattete die Dreharbeiten: Das Neugeborene von Ken Kelsch und seiner Frau verstarb nach 1 bis 2 Wochen nach Drehbeginn am plötzlichen Kindstod. Makaber: Für die später entfernte Eröffnungsszene wurde ein Grabstein mit einem Sensenmann, der ein totes Baby in den Armen hält, angefertigt. Auf dem Grabstein steht: „Life so Short, Eternity so Long“ (deutsch: Das Leben ist so kurz, die Ewigkeit so lang).
Michael Lee mischte sich immer wieder ein, sei es bei den Dreharbeiten oder dem Schnitt. Zum endgültigen Bruch kam es, nachdem er die erste Rohschnitt-Fassung mit einer Laufzeit von ca. 2 Stunden und 30 Minuten einem Vertreter von Golden Harvest vorgeführt hatte. Er lehnte den Film ab, weil er zu langatmig für den chinesischen Markt sei. Kurz darauf feuerte Lee im Streit u. a. Thomas Doran und Brendan Faulkner. Der Film war zu diesem Zeitpunkt etwa zu 90 Prozent fertig.
Anschließend wurde Genie Joseph als Drehbuchautorin und Regisseurin engagiert. Bis diesem Zeitpunkt war sie für den Schnitt zuständig. Nach Ansicht von Genie Joseph waren nur ca. 45 Minuten von der Rohschnittfassung zu gebrauchen. Etwa 45 Minuten neues Filmmaterial mussten produziert werden, um auf eine Laufzeit von etwa 90 Minuten zu kommen. Das Problem: Alle Schauspieler und ein Teil der anderen Beteiligten am Film weigerten sich laut Genie Joseph mit ihr zusammenzuarbeiten, da die Köpfe hinter Twisted Souls (Thomas Doran und Brendan Faulkner) gefeuert wurden. Es wurde ein neuer Cast zusammengestellt, das Drehbuch wurde umgeschrieben, damit Szenen mit den neuen Schauspielern so arrangiert werden konnten, dass sie mit den bereits fertigen Szenen zusammengeschnitten werden konnten.
Die Kosten beliefen sich laut Joseph auf etwa 500.000 USD für Twisted Souls und Spookies zusammen. Ursprünglich waren 250.000 USD für Twisted Souls veranschlagt. Seine Uraufführung in den Kinos hatte Spookies in den USA im Januar 1987.
Twisted Souls/Spookies – Ein Überblick bekannter Veränderungen:
- Der Filmtitel Twisted Souls wurde geändert in Spookies. Den Filmtitel wollte Michael Lee: „wenn der Filmtitel Goonies      funktioniert, dann funktioniert auch Spookies“, so Lee.[5]
- Die ursprüngliche Anfangsszene wurde komplett rausgeschnitten. Diese handelt von einem Obdachlosen namens Jakey.[7]
- Die Muck Mans im Keller furzen. Dieser Soundeffekt war als Scherz gedacht und sollte später wieder entfernt werden. Michael Lee fand es aber saukomisch und da er der Boss war, kam die Szene so in die Finale Fassung.[8]
- Die Charaktere Kreon, Isabelle, Kreons Diener, Korda (Kreons und Isabelles Sohn), Billy, der Herumtreiber, die Hexe in der Höhle, der Friedhof-Zombie (Robert Epstein) und die Zombies wurden in die Geschichte eingefügt.[9][6]
- Die fliegenden Geister wurden entfernt.[10]
- Viele der bereits fertig geschnittenen Szenen wurden umgeschnitten.
- Das Ende wurde größtenteils abgeändert.[11]
- Die Szene mit der Spinnen-Frau wurde abgeändert.[12]
- Die Leiche, die das Ouija-Brett festhält, hatte in Twisted Souls eine Hintergrundgeschichte.[13]

## Veröffentlichung
- Spookies wurde nur in einigen Kinos aufgeführt, in den USA und Hong Kong im Januar 1987.[14]
- Der Film wurde 1988 in Westdeutschland auf Video veröffentlicht.[14]
- Ebenso wurde der Film auf Betamax[15] und Laserdisc[16] veröffentlicht.
- Auf DVD erschien der Film 2013 unter dem Titel Evil Spookies – Die Killerdämonen in Deutschland.[17]

## Musik
Die Filmmusik von Ken Higgins und James Calabrese wurde 2016 auf Vinyl veröffentlicht.
Auf der Vinyl-Platte befinden sich folgende Titel:
1. Kreon's Grave
2. Happy Birthday Billy
3. Opening Credit Theme
4. Princess Love Theme
5. Muck Men
6. Attack of the Lizard People
7. Catman
8. Kreon's Bride
9. Duke and Peter Come to Blows
10. Spider Lady
11. No Way Out
12. Zombie Theme

## Kritiken
“Interesting special effects … monster creations well done … in time-honored horror film tradition.”

„Interessante Spezialeffekte … Monsterkreationen gut gemacht … in altehrwürdiger Horrorfilm-Tradition.“

## Trivia
- Nach Aussage von Peter Iasillo Jr. (Rich), war der Geldgeber Michael Lee  ein Primitivling. Er machte immer wieder anzügliche und sexistische  Kommentare über die Mädels am Set.[19]
- Für den Film wurde eine Kapitalgesellschaft mit dem Namen Twisted Souls Inc. gegründet.[20]
- Das Filmplakat hat der Comic-Künstler Richard Corben entworfen.[19]
- Im Credit ist die Regie nicht aufgeführt.
- Alle Zombie-Darsteller werden im Abspann namentlich erwähnt.
- Es gibt ein Brettspiel von dem Unternehmen Haba mit dem Namen Spookies, es hat aber nichts mit dem Film zu tun.[21]
- Es gibt eine offizielle Facebook-Fanpage.[22]
- Genie Joseph hat einige Pornos unter dem Künstlernamen Erica Havens gedreht.[23]